# Activismo judicial
El activismo judicial (en ingl. judicial activism) es una filosofía jurídica que sostiene que los tribunales pueden y deben ir más allá de la ley aplicable para considerar las implicaciones sociales más amplias de sus decisiones. Se usa a veces como antónimo de la moderación judicial. El término suele implicar que los magistrados dictan sentencias basándose en sus propias opiniones y no en los precedentes. La definición de activismo judicial y las decisiones concretas que se consideran activistas son cuestiones políticas controvertidas. La cuestión del activismo judicial está estrechamente relacionada con la interpretación judicial y de la ley, y la separación de poderes.

## Debate
El activismo judicial ha sido objeto de intenso debate. Una de ellas hace referencia a la politización de las sentencias y a existencia de una intromisión del poder judicial en el proceso democrático, que se considera ilegítima.
Por otra parte, desde el llamado garantismo procesal, se critica que la intervención del juez como creador de Derecho destruye las garantías constitucionales que constituyen el debido proceso. Las garantías procesales que se recogen en las Constituciones exigirían del juez una postura equidistante entre las partes, que serían incompatibles con el activismo. Asimismo, el garantismo procesal concibe el proceso como regido por el principio dispositivo, lo que entraría en contradicción con un mayor protagonismo judicial.

### Activismo judicial en Colombia
Refiriéndose al caso colombiano, algunos autores como Mauricio García y Rodrigo Uprinmy, en su obra Emancipación social y violencia en Colombia, coinciden en afirmar que el protagonismo judicial que adquiere la corte para considerar sus decisiones como progresistas y dar la percepción de generar un activismo judicial, se da por varias razones. La primera tiene que ver con la constitución de 1991, la cual logró la creación de la Corte Constitucional para la defensa de los valores constitucionales, dirigiendo sus esfuerzos a lograr que la carta desarrollara su tarea de ampliar los mecanismos de participación por parte de los ciudadanos y de grupos sociales, así como el hecho de darle fuerza a los derechos sociales y colectivos. Sin embargo, tanto la ineficacia de la constitución y el debilitamiento de las fuerzas políticas para cumplir esas expectativas, hicieron que muchos grupos sociales vieran con buenos ojos la idea de optar por la vía judicial, observando que varios de los grupos sociales que se acogían a esta lograban medidas progresistas que tomaba la corte, rasgo característico del activismo judicial. 
Frente al fenómeno, los autores ya mencionados señalan que los diseños de la justicia constitucional y la cultura jurídica posibilitan institucionalmente el activismo de la corte. Además, la crisis de representación y la debilidad de los movimientos sociales favorecen el recurso de los mecanismos jurídicos por parte de ciertos actores sociales. Tal es el caso de grupos sociales como el movimiento indígena, los homosexuales, los deudores del sistema UPAC y el movimiento sindical. Los cuales la corte ha contribuido en forjar su propia identidad, y hacer que otros grupos activistas vean con mejores posibilidades  el hecho de acogerse a la vía judicial que tomar la ineficaz vía política.
Julieta Lemaitre, en su texto titulado Fetichismo jurídico. Derecho y movimientos sociales en Colombia, sostiene una concepción diferente sobre el activismo, que se refiere al hecho de que grupos sociales excluidos adopten la vía judicial que propone la Corte Constitucional buscando redefinir la realidad de un esfuerzo político que realizan los grupos activistas, por medio de una lucha por producir otra realidad social que les favorezca, tal es el caso de los homosexuales, los medio-ambientalistas, pacifistas, trabajadores, minorías raciales. Se trata de activistas que buscan redefinir su realidad a través del Derecho, de ahí la importancia de destacar el fenómeno del activismo judicial en el caso colombiano.